# Хуан Себастьян Кабаль
Хуан Себастьян Кабаль (ісп. Juan Sebastián Cabal) — колумбійський тенісист, спеціаліст із парної гри, чемпіон Вімблдонського турніру та Відкритого чемпіонату США в парній грі, переможець Відкритого чемпіонату Австралії в міксті, чемпіон Панамериканських ігор.
Відкритий чемпіонат Австралії 2017 Кабаль виграв у парі з американкою Абігейл Спірс. Його постійним партнером у парній грі є земляк Роберт Фара.
Вімблдонський турнір 2019 Кабаль виграв у парі зі земляком Робертом Фара. Як наслідок колумбійська пара очолила парний рейтинг ATP. Цей успіх колумбійська пара зуміла повторити на Відкритому чемпіонаті США 2019 року. 

## Значні фінали

### Фінали турнірів Великого шлему

#### Пари: 4 (2 титули)
| Результат | Рік  | Турнір          | Поверхня | Партнер       | Супротивники                        | Рахунок                                     |
| Поразка   | 2011 | French Open     | Ґрунт    | Едуардо Шванк | Макс Мирний Деніел Нестор           | 6–7(3–7), 6–3, 4–6                          |
| Поразка   | 2018 | Australian Open | Хард     | Роберт Фара   | Олівер Марах Мате Павич             | 4–6, 4–6                                    |
| Перемога  | 2019 | Wimbledon       | Трава    | Роберт Фара   | Ніколя Маю Едуар Роже-Васслен       | 6–7(5–7), 7–6(7–5), 7–6(8–6), 6–7(5–7), 6–3 |
| Перемога  | 2019 | US Open         | Хард     | Роберт Фара   | Марсель Гранольєрс Орасіо Себальйос | 6–4, 7–5                                    |

#### Мікст: 1 (1–0)
| Результат | Рік  | Турнір          | Поверхня | Партнер       | Супротивники          | Рахунок  |
| Перемога  | 2017 | Australian Open | Хард     | Абігейл Спірс | Іван Додіг Саня Мірза | 6–2, 6–4 |

### Фінали Мастерс 1000

#### Пари: 2 (1 - 1)
| Результат | Рік  | Турнір        | Поверхня | Партнер     | Супротивники                    | Рахунок          |
| Поразка   | 2014 | Мастерс Маямі | Хард     | Роберт Фара | Боб Браян Майк Браян            | 6–7(8–10), 4–6   |
| Перемога  | 2018 | Мастерс Рим   | Ґрунт    | Роберт Фара | Пабло Карреньо Буста Жоан Соуза | 3–6, 6–4, [10–4] |

## Зовнішні посилання
- Досьє на сайті Асоціації тенісистів-професіоналів

## Виноски
1. 1 2 3  Association of Tennis Professionals website

| Тенісист | Це незавершена стаття про тенісиста чи тенісистку. Ви можете допомогти проєкту, виправивши або дописавши її. |